# Wulfenia pinnatifida
Wulfenia pinnatifida là một loài thực vật có hoa trong họ Mã đề. Loài này được (S. Watson) Greene miêu tả khoa học đầu tiên năm 1894.